# Detva
 Ovo je glavno značenje pojma Detva. Za druga značenja pogledajte Okrug Detva.
Detva (mađ. Gyetva) je grad u Banskobistričkom kraju u središnjoj Slovačkoj. Središte je Okruga Detva.

## Povijest
Mjestu se prvi puta spominje 1696. Godine 1965. dobiva status grada i sastoji se od osam gradskih četvriti:
- Detva
- Detva - sídlisko
- Kostolná
- Krné
- Piešť I
- Piešť II
- Skliarovo
- Zapriechody

## Stanovništvo
| Godina:     | 1993.  | 2003.   | 2013.  | 2023.   |
| ----------- | ------ | ------- | ------ | ------- |
| Broj ljudi: | 15 242 | 15 024  | 15 024 | 13 629  |
| Razlika:    |        | -1,43 % | +0 %   | -9,28 % |

| Godina:     | 2022.  | 2023.   |
| ----------- | ------ | ------- |
| Broj ljudi: | 13 704 | 13 629  |
| Razlika:    |        | -0,54 % |

Po popisu stanovništva iz 2001. grad je imao 15.122 stanovnika.
- 96,11 % Slovaka,
- 1,75 % Roma,
- 0,75 % Čeha.[6]

Prema vjeroispovjedi 78,03 % rimokatolici, 13,11 % ateisti i 4,47 % luterani.

## Vanjske poveznice
- Službena stranica grada